# Attention!
Attention! – trzeci album studyjny Alexandra Klawsa - wokalisty pochodzącego z Niemiec. Wydawnictwo ukazało się 10 marca 2006 roku.

## Lista utworów
1. Beautiful Show  	           /03:13/
2. Stay 	                           /03:53/
3. Celebrity Queen 	           /03:45/
4. This ls What It Feels Like 	   /04:22/
5. Not Like You (Long Radio Version) /03:43/
6. Love At First Sight 	           /04:07/
7. Missing You 	                   /03:35/
8. All (I Ever Want) /04:07/feat. Sabrina Weckerlin
9. My Heart ls On The Run 	   /04:14/
10. Love ls The One 	           /04:00/
11. lf I'm Not The One 	           /04:06/
12. Not Enough 	                   /02:46/
13. Alextasy 	                   /03:59/
14. Not Like You (Original Version)   /03:53/
15. Enhanced Part / Video Not Like You (Video)

## Single
All (I Ever Want) – wydany 7 marca 2005 r.
Singiel wydany z dwiema wersjami okładki.
1. All (I Ever Want)  	               /03:16/
2. Alles   	                       /03:16/
3. All (I Ever Want) Alternative Version /03:16/
4. All (I Ever Want) Instrumental        /03:31/
5. Multimedia: Video Clip / Making Of / Imagefilm zum Musical / "3 Muskietere" - galeria

Not Like You – wydany 24 lutego 2006 r.
1. Not Like You (Radio Version)    /03:25/
2. Not Like You (Original Version) /03:51/